# Refektorium
Et refektorium er spisesalen i et kloster. I et katolsk kloster vil refektoriet ofte være opført i den sydlige del af klosterområdet og vil ofte være dekoreret med kalkmalerier og udstyret med en pult, hvorfra der kunne oplæses opbyggelige fortællinger for munkene eller nonnerne under måltiderne.
I ortodoks-kristne klostre er refektoriet ofte udstyret med en ikonostas og et alter, så der kan foretages egentlige gudstjenester i forbindelse med måltiderne.
Refektorium er også betegnelsen for et rum (russ. трапезная / trapeznaja, fra græsk τραπέζι / trapezi), som findes i mange russisk-ortodokse kirker bygget fra ca. 1600-tallet til og med begyndelsen 1900-tallet, særligt i de såkaldte vinterkirker.
Det er et større, lavloftet rum i kirkens vestlige del, som i vintermånederne benyttedes til gudstjenester eller til møder og forsamlinger blandt landsbyens indbyggere. Efter refektoriet følger derpå i østlig retning først kirkeskibet og dernæst alterrummet.
I refektoriet var ofte en ovn, og det var tilladt at sidde her og spise, drikke, sludre og varme sig, før gudstjenesten gik i gang. Refektoriet havde således en vigtig social funktion for landbefolkningen; det var her man mødtes og udvekslede nyheder fra de små samfund under den strenge vinter, hvor hver enkelt gård og familie ellers kunne være isolerede i adskillige dage eller uger, hvis det ikke var for kirkegangen.